# Afrarpia
Afrarpia és un gènere d'arnes de la família Crambidae. Conté només una espècie, Afrarpia mariepsiensis, que es troba a Sud-àfrica.